# Manuel José Estrada Cabrera
Manuel José Estrada Cabrera GCTE (21 de novembro de 1857 – 24 de setembro de 1923) foi Presidente da Guatemala de 8 de fevereiro de 1898 a 15 de abril de 1920.
A 16 de Fevereiro de 1920 foi agraciado com a Grã-Cruz da Ordem Militar da Torre e Espada, do Valor, Lealdade e Mérito de Portugal.